# Epilessia autosomica dominante notturna del lobo frontale
L'epilessia notturna autosomica dominante del lobo frontale (ADNFLE dall'inglese ovvero Autosomal Dominant Nocturnal Frontal Lobe Epilepsy) è una rara forma epilessia parziale di recente inquadramento nosografico che causa frequenti crisi epilettiche violente durante il sonno. Durante dette crisi si compiono spesso complessi movimenti notturni quali pugni serrati, innalzamento o abbassamento delle braccia e piegamento delle ginocchia. Molto comuni risultano essere anche vocalizzazioni come grida, gemiti o pianto.
L'epilessia notturna autosomica dominante del lobo frontale è spesso erroneamente diagnosticata come incubi notturni in quanto presenta sintomi afferenti alle parasonnie. Si  contano quattro loci conosciuti in merito a questa epilessia parziale, tre dei quali comprendenti gene causativi che codificano differenti subunità del recettore nicotinico.

## Segni e sintomi
L'epilessia notturna autosomica dominante del lobo frontale è un'epilessia parziale caratterizzata da brevi crisi epilettiche violente durante il sonno. Queste crisi complesse consistono nel movimento degli arti, la chiusura serrata dei pugni e vocalizzazioni come grida e gemiti. Dette crisi epilettiche avvengono in serie ravvicinata e si possono manifestare sin dall'infanzia. A questo proposito, occorre segnalare che quest'epilessia spesso è mal diagnosticata come incubi, incubi notturni, parasonnie e vari ed eventuali disturbi psichiatrici che presentano sintomi simili.

## Cause
Sebbene non ancora del tutto intesa, si ritiene che la causa di questa epilessia parziale sia un malfunzionamento delle formazioni reticolari del nucleo talamico il cui ruolo è centrale nella malattia. I motivi per cui si è giunti a tale conclusione sono essenzialmente tre: in primo luogo, la funzione delle  formazioni reticolari è importante nel sonno e le crisi epilettiche tipiche dell'epilessia notturna autosomica dominante del lobo frontale hanno origine nella corteccia frontale; in secondo luogo, sia il talamo, sia la corteccia ricevono impulsi colinergici e le subunità del recettore dell'acetilcolina comprendono i tre geni noti causanti detta epilessia. In ultimo, i complessi K rimangono alquanto invariati sin dall'inizio delle crisi epilettiche.

## Diagnostica
La diagnosi si formula in base alla storia clinica del paziente sebbene un riscontro tramite elettroencefalografia può avere carattere probatorio, se avvengono delle crisi durante l'esame.

## Terapia
Antiepilettici sono normalmente somministrati per combattere questa forma di epilessia.